# San Vicente (Buenos Aires)
San Vicente es una ciudad ubicada en la provincia de Buenos Aires, a 51 km al sur de la Ciudad Autónoma de Buenos Aires . Es la cabecera del partido homónimo y su población forma parte del aglomerado urbano conocido como Gran Buenos Aires junto con la población de la ciudad de Alejandro Korn, aunque no administrativamente.
En ella se encuentran los restos de Juan Domingo Perón, tres veces presidente de Argentina.

## Toponimia
Debe su nombre a San Vicente Ferrer (1350-1419) un dominicano, predicador y filósofo de Valencia. Se celebra la festividad de este santo todos los 5 de abril, día en que falleció.

## Historia

### SigloXVII: reducción franciscana y estancia rural
La más antigua referencia de la zona de San Vicente data del año 1618, donde los conquistadores españoles establecieron una reducción indígena a orillas de la actual Laguna de San Vicente, que empezó a llamarse "de la Reducción", por la reducción del cacique Tubichaminí y su tribu, estableciéndose un adroctinamiento a cargo de sacerdotes franciscanos que varios años después se mudaron a la zona de Barragán.
La Laguna de San Vicente, llamada en la época colonial «Laguna del Ojo» en referencia al ojo de agua, fue centro de una merced que en 1630 recibiría Cristóbal Jiménez como primer propietario hispano criollo del lugar. En 1637 el maestre de campo Pedro Homem de Pessoa recibió tierras al sur de la laguna y en 1696 vendió su estancia y tierras adyacentes a Luis Pessoa y Figueroa quien fuera miembro del Cabildo de Buenos Aires y un rico propietario vinculado con el comercio de mulas al Alto Perú. La estancia estaba ubicada por la zona de Magdalena y tenía como centro la «Laguna del Ojo».

### SigloXVIII: capilla y caserío
El sacerdote Vicente Pessoa —hijo de Antonio y nieto del hacendado antes citado Luis Pessoa y Figueroa— edificó una pequeña capilla en la zona sur de la laguna antedicha para atender a la población y así, irían llegando algunos pobladores estableciéndose en su cercanía en el año 1734, tomando forma a la de un asentamiento de vecinos que daría la base de algún poblamiento.
En 1750 se instalaron en la frontera bonaerense los primeros fortines para la defensa de la campaña, por ende se creó el «fortín El Zajón» a unos kilómetros de la laguna, que fue puesto a cargo de una compañía de Blandengues, siendo trasladado en 1752 a la laguna Vitel de la zona de Chascomús.
En el año 1780 se dividió el «curato de la Magdalena» y se creó el de la «Laguna de la Reducción», y al hacerse tan popular ese oratorio pasaría luego convertirse en parroquia, siendo Vicente Pessoa su primer párroco.
Cuatro años más tarde se le dio importancia al pueblo neoformado, por lo cual el Cabildo de Buenos Aires le confirmó el derecho a tener Alcalde de la Hermandad y de conformarse como partido. Por entonces, el 30 de diciembre de 1784, en este cabildo se leyó un oficio del gobernador que dicía lo siguiente: 

"Se ha advertido que en las dilatadas campañas de la jurisdicción de esta capital se experimentan muchos excesos difíciles de cortar no acrecentándose el número de jueces que celen."

De esta forma es que se nombró tres alcaldes en la zona de Magdalena, uno para la parroquia de Quilmes, otro para San Vicente y el otro para Magdalena. El primer elegido para ocupar este cargo en San Vicente fue Pedro Avellaneda, pero no llegando a asumir el cargo, fue reemplazado por José de San Martín.

### SigloXIX: consolidación del pueblo y creación de la municipalidad
Ya independizado el país, perduraron unos años las instituciones coloniales como ser el nombramiento de alcaldes, por eso en 1820 quisieron atribuirle esa función a Juan Manuel de Rosas para San Vicente pero este no lo aceptó.
Un año después, por la ley de diciembre de 1821, se crearon Juzgados de Paz en la provincia, y es así que en enero de 1822, San Vicente se transformó en cabecera y sede del juzgado citado, al tiempo que los territorios de Cañuelas, Monte y Ranchos, que integraban el partido de San Vicente, pasarían a constituir distintas jurisdicciones.
En 1824 el general Juan José Viamonte quien fuera gobernador interino de la provincia en épocas de crisis —y segundo jefe del Regimiento de Patricios en 1810— instalaría una importante estancia llamada «La Martiniana», a una legua hacia el este de la laguna, viviendo allí varios años hasta antes de exiliarse. En esta misma estancia, el 1 de diciembre de 1838, fue desterrado el doctor Miguel Mariano de Villegas que hasta entonces fuera el decano del Superior Tribunal de Justicia, separado del cargo por el gobernador bonaerense Juan Manuel de Rosas que también era representante de la Confederación Argentina con «Facultades Extraordinarias», por no merecer su confianza al haber dado un voto en contra de su indicación. Dicho destierro se levantaría el 5 de marzo de 1839.
El partido en esa época era principalmente ganadero pero a finales de la década de 1830 se establecieron varias familias británicas orientadas a la cría del lanar. Como consecuencia, a partir de 1840, se intensificaría la explotación ovina en toda la provincia. Es así como el partido de San Vicente en 1854 se convirtió en el mayor productor de la zona con 558.000 cabezas de ganado.
En esta última fecha, se planteó el traslado del pueblo de San Vicente adonde el juez de Paz José Vidal lo solicitaba al gobierno, indicando que: 

"Por la mala situación que tiene, rodeado de bañados, nunca podrá prosperar".

En un principio habían buscado el lugar apropiado en tierras de Francisco Burzaco. El departamento topográfico dio el visto bueno y fue así que se ordenó la traza del nuevo pueblo, nombrando para ello al agrimensor Jaime Arrufo. Pero el 28 de febrero de 1855 varios vecinos se presentarían ante el gobierno solicitando que se deje sin efecto el traslado, aduciendo que si el pueblo no había prosperado en el terreno en donde se hallaba, menos lo haría en el escogido para la mudanza. El 12 de abril los vecinos se dirigieron nuevamente al gobierno, quejándose de que el juez de paz no miraba los intereses de los pobladores queriendo trasladarlo cerca de su estancia, y fue así que ante esta situación el gobierno suspendió dicho traslado.
Para zanjar la cuestión, el gobierno convocó una comisión de personas que no pertenecieran al partido para que informen si era o no necesario trasladar el pueblo a otro sitio y, de ser afirmativa, si convendría el lugar elegido o cuál otro. El 15 de diciembre de 1855 se informó al gobernador que la comisión había convenido unánimemente en que la zona donde está ubicado este pueblo jamás podrá aumentar su población y que el terreno en que ha sido trazada la nueva planta, perteneciente a Francisco Burzaco, no era más ventajoso y que en general el terreno que ocupara el pueblo era bajo. Entonces se creyó conveniente aconsejar al gobierno realizar el traslado en el terreno que se encuentra al sur del pueblo que serviría de centro al partido. La inmediación en que quedaba la nueva ubicación haría fácil y breve su traslado. Una vez concretado el traslado en 1856, San Vicente se convertiría en una ciudad moderna, fomentándose así la agricultura y designándose cabecera del octavo departamento de prefectura de campaña, con jurisdicción en Barracas al Sud hasta Chascomús y Magdalena.
En 1856 se creó la Municipalidad de San Vicente, siendo este el primer partido en municipalizarse, concretándose a través de la ley de municipalidades promulgada el 27 de enero, que aspiraba a ordenar y organizar las poblaciones rurales, además de establecer "el imperio de la ley y la justicia". El primer concejo lo presidió Manuel Fernández. Para la provisión de los cargos se aprobaron las elecciones realizadas el 11 de marzo de 1855.
En 1865 el redimensionamiento de los partidos privó a San Vicente de extensas zonas en el sur y sudeste, (partidos de Brandsen, Ranchos y Florencio Varela) y el 14 de agosto]] del mismo año el ferrocarril sur inauguró su línea Jepenner, que en diciembre llegaría a Chascomús. Así surgió el tramo Constitución - Chascomús del ferrocarril que instaló sus vías dentro del partido, creando la Estación San Vicente (llamada Empalme San Vicente) ubicada a unos seis kilómetros del pueblo que luego se transformará en la estación Alejandro Korn, Domselaar, Glew y poco después de Burzaco.
En 1883, se retomó la idea de la creación de un tranvía, abandonada en 1870, e inmediatamente se formó una comisión la cual aprobó y dio inicio a este tan deseado proyecto designando a los señores Nicando Rodríguez, Pedro Gómez y a Monez Cazón para su representación solicitando éstos, ante el gobernador Dardo Rocha Arana, la debida autorización para la construcción del tranvía. Pero, ante una nueva crisis, en el año 1889 el proyecto debió suspenderse pero solo por unos años más.
En 1888, hubo un cimbronazo a las 3:20 del 5 de junio, como consecuencia del terremoto del Río de la Plata.
Finalmente el 26 de junio de 1896, ante un gran número de personas en un ambiente festivo, se dio la inauguración. El trayecto que realizaba era entre el pueblo y la estación, donde en sus comienzos este tan ansiado tranvía era tirado por una máquina a vapor y que luego se cambiara a tracción a sangre.

### SigloXX: pérdidas territoriales del distrito, crisis lanar, llegada del ferrocarril y movimientos ecologistas

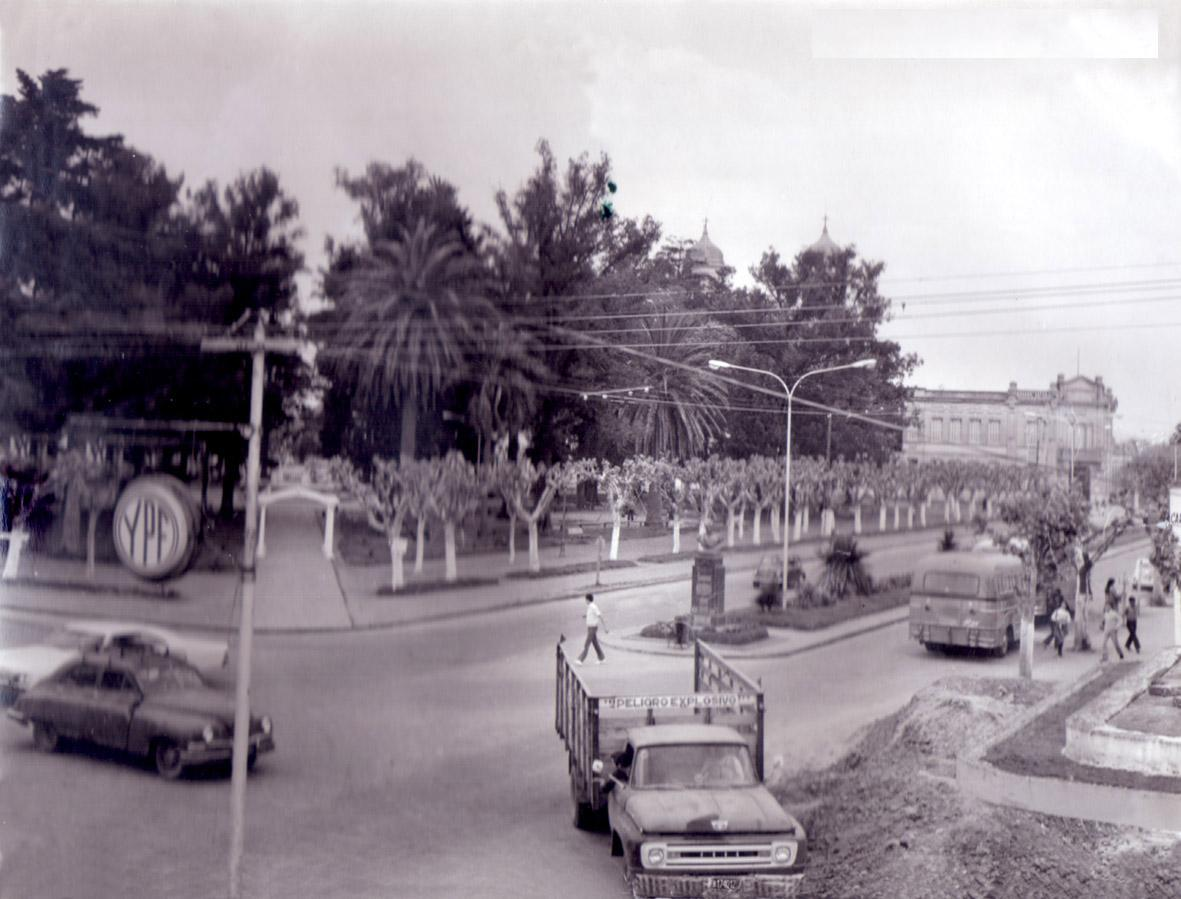
Centro de la ciudad en la década de 1970.

A principios del siglo XX, entre la caída del interés por la lana, las tensiones relacionadas por la Primera Guerra Mundial y la segregación de tierras para crear en 1913 el Partido de Esteban Echeverría, el distrito recibió un duro golpe que se agravó en 1924 al ceder territorio para el de Florencio Varela.
Recién el 1 de diciembre de 1928, después de varios intentos, llegó el ferrocarril a la ciudad cabecera vinculando la zona ganadera con el puerto. Pero el ramal al terminar allí, sin llegar al resto del municipio terminó provocando que solo el norte del mismo se poblara enormemente a causa del ferrocarril.
En 1949 se inauguró el Hospital subzonal de San Vicente que luego se llamara doctor Ramón Carrillo.
El 7 de diciembre de 1992 la población se pone en movimiento para oponerse a la instalación de un basurero industrial nuclear en la ciudad; logró impedirlo.
En 1995 se desprendieron las ciudades de Guernica y Villa Numancia para conformar otro partido llamado Presidente Perón.

### SigloXXI: traslado de los restos de Perón y creación del Museo Histórico 17 de Octubre
El 17 de octubre de 2006 fue un día histórico para la ciudad ya que los restos del general Juan Domingo Perón serían trasladados a la que fuera su casa quinta entre 1943 y 1974. Los restos de Perón, tres veces presidente de Argentina, fueron desde Buenos Aires y se produjeron disturbios en las inmediaciones del ahora "Museo 17 de Octubre". Para entonces el cadáver estaba a unos escasos cinco kilómetros y luego de que el problema se solucionara los restos fueron depositados en el mausoleo. Durante los primeros enfrentamientos, que fueron entre grupos sindicalistas rivales, un manifestante, Emilio Madonna Quiroz disparó varios tiros. Ya durante el acto, algunos militantes arrojaron proyectiles contra el palco cuando trataba de hablar el líder de la CGT, Hugo Moyano. El entonces Presidente de la Nación, Néstor Kirchner, decidió no ir a la quinta.
El 28 de octubre de 2007, Daniel Di Sabatino venció en los comicios a Antonio Arcuri, cortando 12 años consecutivos del gobierno de Brigida Malacrida de Arcuri, triunfadora en tres elecciones (1995, 1999 y 2003). Di Sabatino venció por la estrecha diferencia de 97 votos.

###### Clima
Durante el primer semestre del 2008, la región en la que se encuentra el Partido de San Vicente fue afectada por condiciones climáticas, que se habían producido en 1910. Un ejemplo de eso es que sumadas todas las lluvias del 2008 solo se llegó a 530 mm, cuando el promedio de la zona es de 1000 mm. Las disminuciones de las lluvias se iniciaron en marzo, quedando manifestado esto en los meses de abril y mayo. 		 
De esta forma, a partir de junio se registró un ambiente seco, seguido de que, desde julio a los primeros días de febrero del 2009, las precipitaciones caídas fueron tan solo de 140 mm, el 30 % del promedio estimado.
Como consecuencia, la Laguna de San Vicente fue exhibiendo un impactante playón de tierra de más de 100 metros de largo y unos 25 metros de profundidad que crecía día tras día. Tan es así que de los 600 cm³ que debía tener la laguna, en los primeros días de febrero no superó ni la mitad de lo esperado. 		
Para la segunda quincena de febrero de 2009 comenzaban a caer las primeras lluvias del año que aliviaran la sequía y volverían a aumentar el caudal de agua de la laguna. Pero un nuevo desastre se haría protagonista en el lugar.
El 12 de febrero, se inició un incendio forestal en la ribera de la laguna, el cual arrasó con un centenar de hectáreas provocando graves daños a la flora autóctona. Fue una gran perdida para la vida lagunera ya que, según lo indicado por el gobierno de entonces, se perdieron más de 100 ha de forestación de las 170 que abarca la zona norte de la laguna.

## Geografía

### Localización
Se ubica en el sudeste de la provincia de Buenos Aires, limitando al noreste con los partidos de Florencio Varela y Presidente Perón, al noroeste con los de Ezeiza y Cañuelas, al sureste y sur, con General Paz y Coronel Brandsen y al este con el partido de La Plata.

### Clima
De clima templado algo húmedo, la temperatura media anual ronda los 16,3 °C y precipitaciones medias anuales oscilan entre los 900 y los 1100 mm.
Su temperatura más alta fue de 44 °C en verano y su mínima de -6,5 °C en invierno.
| Parámetros climáticos promedio de San Vicente | Parámetros climáticos promedio de San Vicente | Parámetros climáticos promedio de San Vicente | Parámetros climáticos promedio de San Vicente | Parámetros climáticos promedio de San Vicente | Parámetros climáticos promedio de San Vicente | Parámetros climáticos promedio de San Vicente | Parámetros climáticos promedio de San Vicente | Parámetros climáticos promedio de San Vicente | Parámetros climáticos promedio de San Vicente | Parámetros climáticos promedio de San Vicente | Parámetros climáticos promedio de San Vicente | Parámetros climáticos promedio de San Vicente | Parámetros climáticos promedio de San Vicente |
| Mes                                           | Ene.                                          | Feb.                                          | Mar.                                          | Abr.                                          | May.                                          | Jun.                                          | Jul.                                          | Ago.                                          | Sep.                                          | Oct.                                          | Nov.                                          | Dic.                                          | Anual                                         |
| --------------------------------------------- | --------------------------------------------- | --------------------------------------------- | --------------------------------------------- | --------------------------------------------- | --------------------------------------------- | --------------------------------------------- | --------------------------------------------- | --------------------------------------------- | --------------------------------------------- | --------------------------------------------- | --------------------------------------------- | --------------------------------------------- | --------------------------------------------- |
| Temp. máx. media (°C)                         | 29.4                                          | 28.3                                          | 25.8                                          | 22.3                                          | 15.6                                          | 15.1                                          | 15.0                                          | 16.7                                          | 18.8                                          | 20.3                                          | 24.1                                          | 28.1                                          | 21.6                                          |
| Temp. mín. media (°C)                         | 16.4                                          | 16.3                                          | 13.8                                          | 10.4                                          | 7.4                                           | 4.8                                           | 4.6                                           | 5.5                                           | 7.1                                           | 9.9                                           | 12.5                                          | 15.3                                          | 10.3                                          |
| Precipitación total (mm)                      | 117.7                                         | 161.2                                         | 157.1                                         | 150.8                                         | 109.8                                         | 53.2                                          | 53.5                                          | 73.7                                          | 90.3                                          | 109.0                                         | 152.0                                         | 79.7                                          | 1308.0                                        |
| Fuente: The Weather Channel                   |                                               |                                               |                                               |                                               |                                               |                                               |                                               |                                               |                                               |                                               |                                               |                                               |                                               |

Los vientos predominantes son los del noreste, este y noroeste, frecuentándose vientos del sudeste y en menor medida "el pampero" del sudeste, con velocidades medias en 13 km/h

#### Nevadas
Las nevadas en la ciudad no son habituales. La última nevada importante tuvo oportunidad el 9 de julio de 2007. La penúltima nevada fue el 22 de junio de 1918, en horario nocturno. Y en 1912, 1967 y 1993 cayó aguanieve.

### Población
Según el censo de 2022, la ciudad de San Vicente posee 40 411 habitantes, lo cual significa un crecimiento del 85 % con respecto al censo 2001.

## Cultura
La ciudad de San Vicente cuenta con los siguientes destinos:
- Museo 17 de Octubre, donde descansan los restos del General Juan Domingo Perón, quien fuese tres veces presidente de Argentina.
- Parroquia San Vicente Ferrer, Iglesia que asombra por el estado de conservación de su interior a pesar del paso del tiempo. Forma parte del casco histórico de la ciudad.
- Museo Cultural Sanvicentino, museo de índole local que muestra varios objetos del pasado donados por habitantes de la ciudad.

### Películas
La primera que se filmó en San Vicente fue "La mujer del zapatero" dirigida por Armando Bó y protagonizada por Isabel Sarli y Pepe Arias en el año 1965. Se filmaron escenas en: la Plaza Mariano Moreno, la Iglesia y la Estación. Apta para mayores de 18 años.
También se filmó en 1977 "El Casamiento del Laucha", con las actuaciones de Luis Landriscina, Luis Sandrini, Mario Sapag, Max Berliner, Ulises Dumont, entre otros. Cuenta las divertidas aventuras del nieto de Juan Moreira y es una adaptación del libro de Roberto Jorge Payró.

## Comunicaciones

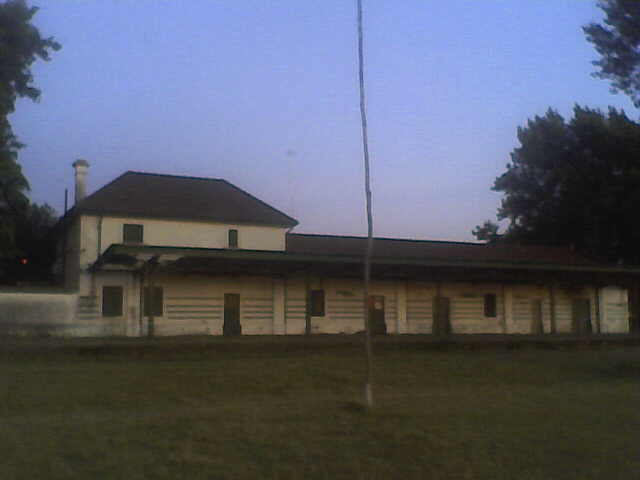
Vista del antiguo andén de la estación.

Varias líneas de colectivos recorren la ciudad y la unen con la Ciudad de Buenos Aires y otras localidades de la zona, entre ellas, las líneas 
- 79 (Plaza Constitución - San Vicente)
- 503 (Estación Alejandro Korn - San Vicente)
- 404 (Estación Glew - San Vicente)
- 435  (Alejandro Korn - Monte Grande)
- 404 ...  (San Vicente - Guernica)
- 51 (Plaza Constitución - San Vicente) x ruta 58 y autopista.

Funciona también la parada de micros de larga distancia de la empresa Platabus entre San Vicente y La Plata, entre otras. Entre 1928 y 1978 funcionó allí la Estación San Vicente, hoy en día en desuso y sería necesario un reacondicionamiento para su rehabilitación.

## Salud
En el Partido de San Vicente la salud pública está compuesta por 6 establecimientos, de los cuales uno está ubicado en el pueblo de Domselaar, dos en la ciudad de Alejandro Korn y, por último, tres en la ciudad de San Vicente, en la cual está incluido el Hospital "Dr. Ramón Carillo".
Este Hospital, como las demás unidades sanitarias, aunque en otra escala, se encuentran en un constante ir y venir en cuanto a la calidad de atención, cantidad de insumos y un plantel médico inestable, pero de forma relativa se puede indicar que estas instituciones están conformadas de la siguiente manera:

## Deportes
La ciudad de San Vicente cuenta con el Club Deportivo San Vicente ubicado en la calle 9 de Julio 180, donde se practican disciplinas como fútbol y básquet, entre otros. El club tiene un campo de deportes más grande cerca de la Quinta 17 de Octubre, y cuenta con piscina, cancha de tenis, cancha de fútbol 11, entre otras. Su máximo rival deportivo es el Club Social Alejandro Korn con el que ha disputado partidos de fútbol y básquet.
También se encuentra en San Vicente el campo de deportes del Club Atlético Porteño, en la calle Magallanes y Pardo. Este club se encuentra afiliado a la URBA (Unión de Rugby de Buenos Aires) y juega por la Liga.

## Personas notables

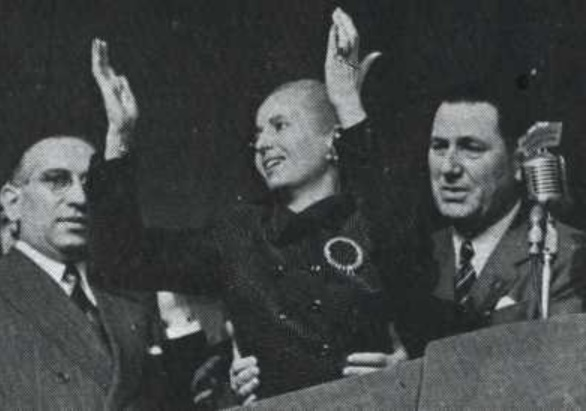
Juan Domingo Perón y Eva Duarte son, sin dudas, los residentes más famosos de la ciudad, siendo poseedores de la Quinta 17 de Octubre.

En San Vicente residen y residieron:
- Alejandro Korn : filósofo, médico, político.
- Juan Domingo Perón: militar, político, tres veces Presidente de la República (una avenida lleva su nombre, y es la que vincula San Vicente con la localidad vecina de Alejandro Korn).
- Eva Duarte de Perón: actriz, política y esposa de Perón.
- Rodolfo Walsh: escritor (una calle lleva su nombre, la ex Triunvirato).
- García Leonel: Licenciado en adm. De empresas
- Ernesto Valls: pintor.
- María Granata: escritora.
- Oskar Schindler: Empresario alemán que salvó la vida de aproximadamente 1200 judíos en la alemaña nazi de la Segunda Guerra Mundial.
- Emilie Schindler: esposa de Oskar Schindler, un empresario alemán que ayudó a centenares de judíos en la Segunda Guerra Mundial.
- Dante Quinterno: historietista, entre la que se destaca «Patoruzú».
- Jonatan Maidana: futbolista de River Plate.
- Gastón Iansa: piloto argentino de automovilismo de velocidad.

## Turismo
www.sendasysabores.com.ar (enlace roto disponible en Internet Archive; véase el historial, la primera versión y la última).

## Parroquias de la Iglesia católica en San Vicente
| Diócesis  | Lomas de Zamora    |
| --------- | ------------------ |
| Parroquia | San Vicente Ferrer |